# Maria Teresa Ruta (moderatoare)
Maria Teresa Ruta (n. 16 iunie 1932, Torino, Italia) este o moderatoare și prezentatoare de televiziune italiană. 